# Deutsche Waffenstillstandskommission (1940–1944)
Die Deutsche Waffenstillstandskommission (WAKO) war ein politisches Verwaltungsgremium mit Sitz in Wiesbaden, das von 1940 bis 1944 bestand, und eine Außenstelle in Paris, dem ehemaligen Arbeitsstab Frankreich des Oberbefehlshabers West, besaß. Ihre Funktion bestand darin, die Einhaltung der Frankreich im deutsch-französischen Waffenstillstand vom 25. Juni 1940 auferlegten militärischen Bedingungen zu überwachen.

## Geschichte
Nach dem anfänglichen „Sitzkrieg“ zwischen dem Deutschen Reich und Frankreich seit dem 3. September 1939 in der Frühphase des Zweiten Weltkrieges besiegten die deutschen Streitkräfte Frankreich im Verlauf des Westfeldzuges. Am 22. Juni 1940 schlossen die Regierungen beider Länder einen Waffenstillstandsvertrag, der am 25. Juni 1940 in Kraft trat.
Einige Tage später wurde die Deutsche Waffenstillstandskommission (WAKO) in Wiesbaden eingesetzt, die ihre Arbeit am 30. Juni 1940 aufnahm und direkt Adolf Hitler unterstellt war. Dem Leiter wurde ein Chef des Stabes zugeteilt, welchem später auch bis auf die Gruppe Marine alle Gruppen unterstellt wurden. Dieser zugeordnet war als Bindeglied eine französische Delegation, die Délégation Française auprès de la Commission Allemande d’Armistice (DFCAA), zur Übermittlung der deutschen Anweisungen an die französische Regierung, der die praktische Umsetzung derselben oblag. Zugleich leitete die DFCAA die Wünsche und Anregungen der Vichy-Regierung an die deutsche Kommission weiter. Die Arbeit der WAKO wurde durch die Kontrollinspektionen in Bourges, welche aus Inspektionen der Heeres, der Luftwaffe und der Rüstung bestanden, unterstützt. Zusätzlich bestand ein Kontrollinspektion Afrika in Nordafrika (Casablanca).
Es existierte zusätzlich noch eine Deutsche Waffenstillstandskommission für Wirtschaft unter dem Gesandten Johannes Hemmen.
Die Deutsche Waffenstillstandskommission existierte knapp vier Jahre lang als eine Behörde in großem Maßstab.
Als Quartier der Kommission dienten die Hotels Vier Jahreszeiten und Nassauer Hof in Wiesbaden, die Franzosen waren im Hotel Rose untergebracht.

## Gliederung der Deutschen Waffenstillstandskommission Wiesbaden
- Gruppen Wehrmacht: Oberst i. G. Rudolf Hielscher
  - Abteilung Ia (We/Ia)
  - Abteilung Abwehr (We/Abw.)
- Gruppe Heer
- Gruppe Marine: Kapitän zur See/Konteradmiral Paul Wever (ebenso Stellvertretender Leiter): von Juli 1940 bis Januar 1943; Fregattenkapitän d. R. Gustav Pezold: von Januar 1943 bis Oktober 1943; Korvettenkapitän Hans-Heinrich Ambrosius: von Oktober 1943 bis zur Auflösung
- Gruppe Luftwaffe: Major i. G. Knublauch
- Gruppe Rüstungswirtschaft
- Deutsche Verbindungsdelegation bei der italienischen Waffenstillstandskommission
- Vertreter diverser Reichsbehörden (Auswärtiges Amt, Beauftragter für den Vierjahresplan, Generalbevollmächtigter der Reichsverwaltung, Reichsverkehrsministerium, Sicherheitsdienst)

## Gliederung der Deutschen Waffenstillstandskommission/Außenstelle Paris
- Gruppe Wehrmacht (Abt. I)
- Gruppe Heer (Abt. II)

## Leiter

### Deutsche Leiter
- General der Infanterie Carl-Heinrich von Stülpnagel: von der Einrichtung bis Dezember 1940
- Generalleutnant/General der Artillerie Oskar Vogl: von Februar 1941 bis zur Auflösung

### Französische Leiter
- General Charles Huntziger: von der Einrichtung bis September 1940
- General Paul-André Doyen: ab September 1940
- General Jean Louis Humbert
- General Etienne Paul Beynet
- General Louis Bérard

### Chefs des Stabes (Auswahl)
- Oberstleutnant/Oberst i. G. Hermann Böhme: von der Einrichtung bis März 1943